# Музей трипільської культури (Переяслав)

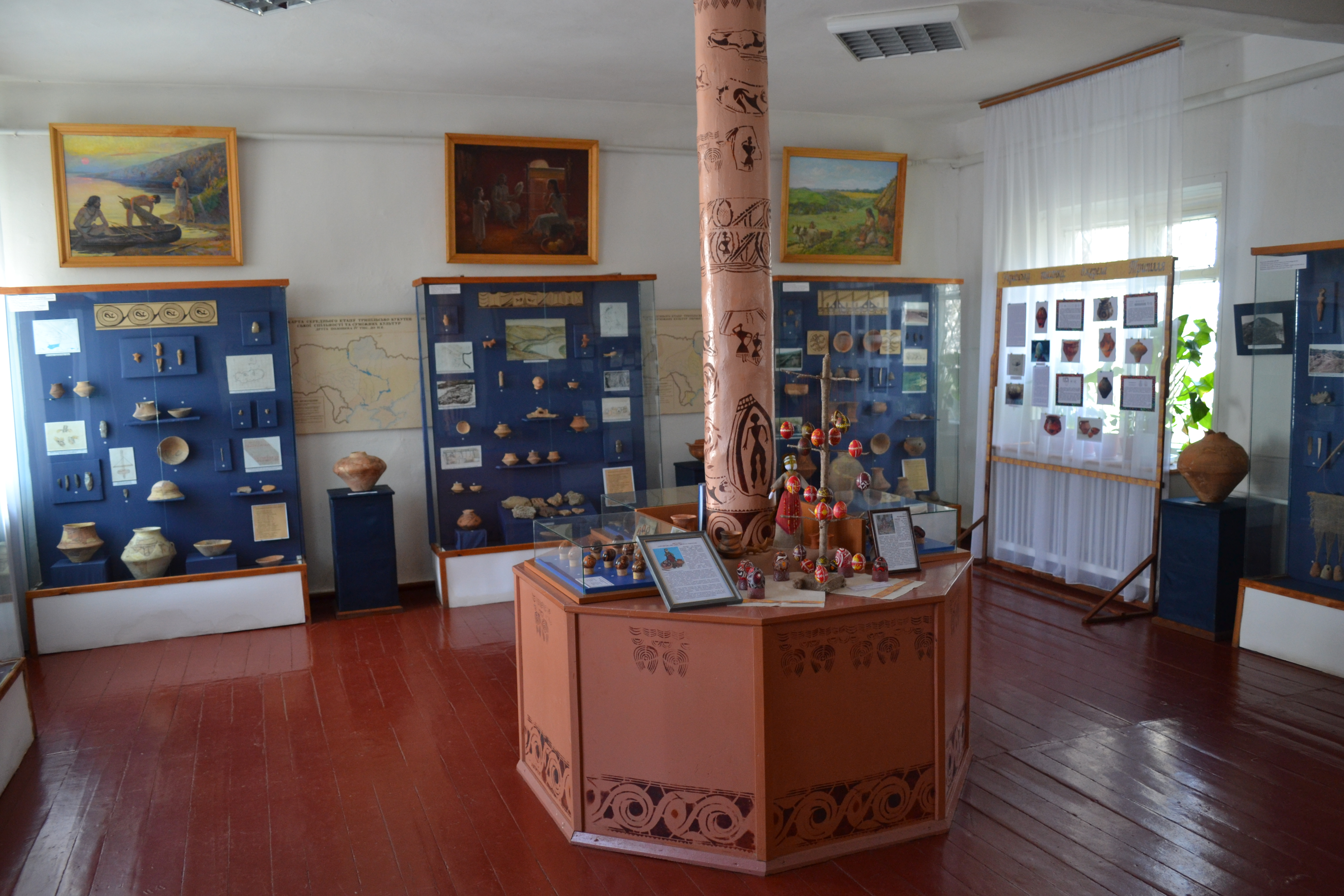
Фрагмент експозиції

Карнаухова О. Г. «Землеробство. Збір урожаю»

Музей трипільської культури Національного історико-етнографічного заповідника «Переяслав» — тематичний краєзнавчий музей трипільської культури у Переяславі. Складова частина Національного історико-етнографічного заповідника «Переяслав». Заснований 2003 року.

## Історія створення
Музей трипільської культури розміщений у старовинному будинку брата відомого українського композитора і фольклориста Павла Сениці на вулиці Шевченка в Переяславі. Відкриття музею у 2003 році стало результатом багаторічних досліджень археологів НІЕЗ «Переяслав» в експедиціях Інституту археології НАН України, Національного музею історії України та власних досліджень у різних регіонах України та на Переяславщині.
Музей створено на базі наукової концепції вченого-археолога Тамари Мовші, також використано її матеріали.

## Експозиція
Експонати музею розповідають про племена давніх землеробів трипільської культури, що заселяли територію Східної Європи з кінця VI до початку ІІІ тисячоліття до н. е.
В експозиції музею представлено більше 500 артефактів, які походять із пам'яток більшості регіонів розповсюдження трипільської культури. Вони дають уявлення про господарство, ремесла, побут та культуру давніх землеробських племен, які проживали на території майже всієї Правобережної та частково Лівобережної України 7-5 тисяч років тому. Старожитності з археологічних розкопок розповідають про систему обробітку землі у мідну добу. Для огляду представлені перші культурні злаки, кістяні й рогові мотики та рало для обробітку ґрунту, реконструкції кам'яних серпів для збору урожаю та зернотертки для обмолоту збіжжя.
У музеї демонструються рідкісні знахідки з кількох кам'яних майстерень, виявлених у Подністров'ї на поселеннях Ломачинці, Лоївці, Теремці, Жванець, які висвітлюють процес переробки кременю та виготовлення знарядь з нього. Гончарство репрезентують матеріали унікального комплексу гончарних печей та майстерні, досліджених на поселенні у селі Жванець на Хмельниччині. Привертають увагу предмети ткацького ремесла: керамічні грузила, пряслиця від веретен, відбитки тканин на денцях посудин, кістяні голки та проколки, які походять із поселень Жванець-Щовб, Грим'ячка, Непоротове, Білий Камінь-Стіна, та відтворення вертикального ткацького верстата найдавнішої конструкції з використанням глиняних важків-відтяжок. Мають особливу наукову антропоморфні керамічні скульптурки, які носили культовий характер і використовувались в магічних обрядах. Серед них вирізняється антропоморфна скульптура із нанесеним мінеральними фарбами зображенням зачіски, бороди, вусів, амулета на шиї, браслета на передпліччі, а на спині — «древа життя».
Про сакральний світ давнього населення України розповідають унікальні культові предмети: біноклеподібний виріб та зооморфна посудина з поселення Косенівка, модельки житла та саночок з поселення Доброводи, реалістична антропоморфна пластика з поселень Крутуха-Жолоб та Грим'ячка, кістяна бойова сокира й глиняні «шаблони» зі Жванця, зерновик з антропоморфними зображеннями з поселення Гребені тощо. Демонструються рідкісні фотографії розкопок, зібрані найцікавіші реконструкції виробничих процесів, ремесел, найдавніших верстатів, виконані в різний час дослідниками.
В експозиції також представлені оригінальні карти розповсюдження трипільської та суміжних культур на території України, виконані відомим археологом-трипіллязнавцем Тамарою Григорівною Мовшею, що дозволяє масштабно уявити історичну ситуацію у часи становлення суспільств із відтворюючим господарством.

## Галерея

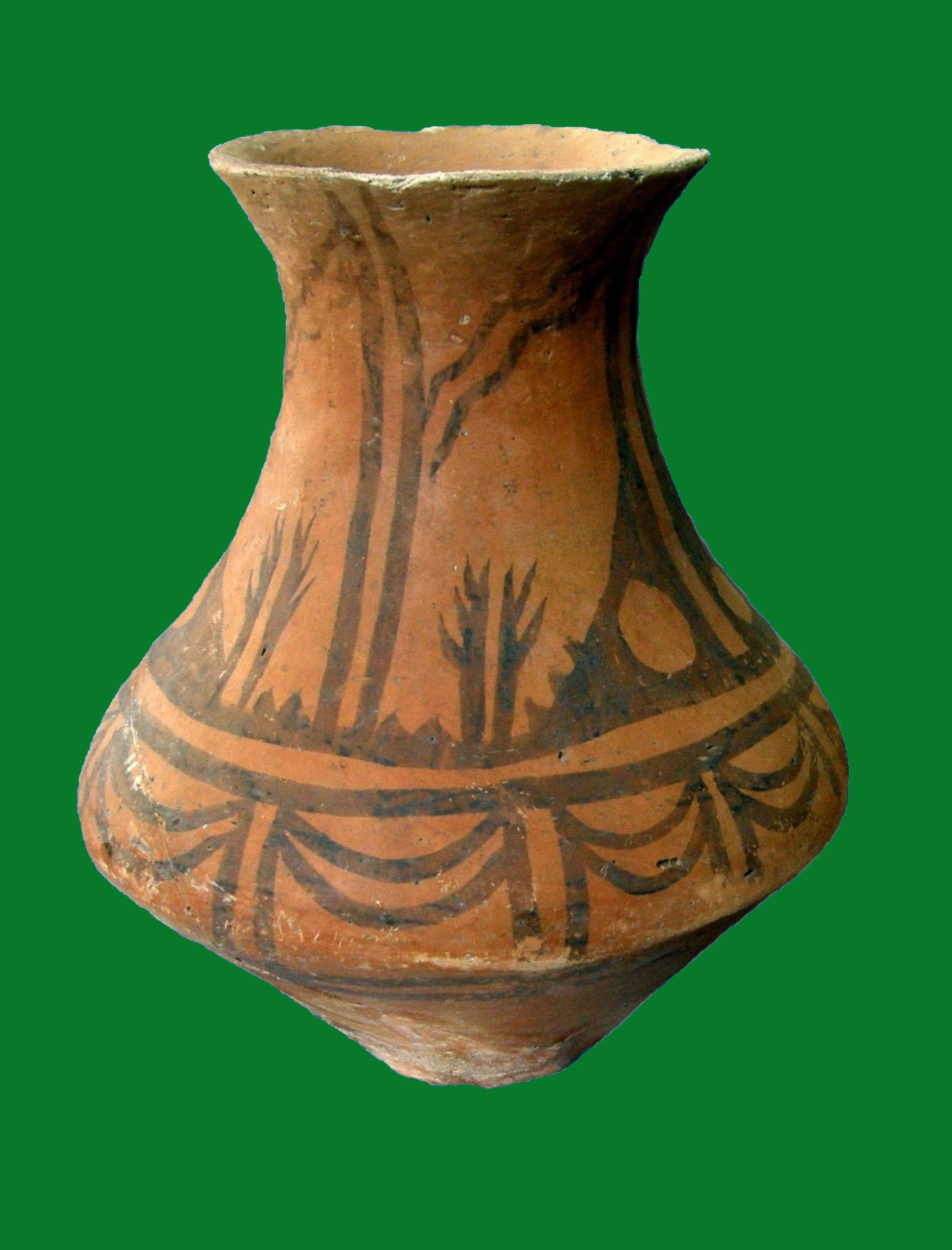
Глек. IV тис. до н. е. Поселення Косенівка
Сокира кістяна. IV тис. до н. е. Поселення Жванець
Пряслиця керамічні. IV тис. до н. е. Поселення Жванець
Біноклеподібний виріб. IV тис. до н. е. Поселення Косенівка
Модель саней та фігурка бика. IV тис. до н. е.
Глиняна модель житла. IV тис. до н. е. Поселення Доброводи
Мотика рогова. Початок III тис. до н. е. Київ, Харківський масив
Зернотертка, реконструкція серпа, глек. Трипільська культура
Андрогін. Початок III тис. до н. е. Поселення Крутуха-Жолоб